# RoAp-звезда

Бы́стро осцилли́рующие Ар-звёзды (англ. Rapidly oscillating Ap stars: roAp-звёзды) — подмножество класса Ар-звёзд, которые обладают краткосрочными фотометрическими вариациями яркости (порядка 0,01m) и изменениями лучевых скоростей. Известные периоды изменения яркости находятся в диапазоне от 5 до 21 мин. Они лежат на главной последовательности в полосе пульсационной неустойчивости, характерной для переменных звёзд типа Дельты Щита.

## Открытие
Первая обнаруженная roAp-звезда была HD 101065 (звезда Пшибыльского). Колебания яркости были обнаружены Дональдом Курцем (en:Donald Kurtz) при использовании 20-дюймового телескопа в Южноафриканской астрономической обсерватории, который заметил изменения в кривой блеска звезды с периодом в 12,15 мин и амплитудой 0,01m−0,02m.

## Колебания
Звёзды типа roAp колеблются на высоких обертонах при нерадиальных пульсациях. Обычная модель, которая используется, чтобы объяснить поведение этих пульсаций, — модель наклонного ротатора (oblique rotator model). В этой модели оси пульсаций расположены вдаль магнитной оси, которая может привести к модуляции амплитуды пульсаций в зависимости от ориентации оси луча зрения, так как она изменяется в зависимости от вращения звезды. Очевидная связь между магнитной осью и пульсациями дает ключ к разгадке характера приводного механизма пульсаций. Так как roAp-звёзды, по-видимому, находятся в конце полосы пульсационной неустойчивости переменных типа Дельты Щита, было высказано предположение, что и механизм пульсаций может быть аналогичным, то есть основным источником возбуждения этих колебаний является скачок поглощения в зоне ионизации водорода, а не He II, поскольку roAp-звёзды имеют на порядок меньше гелия, чем звёзды типа Дельты Щита. Магнитное поле в данной модели управляет конвекцией: в районе магнитных полюсов, где поле вертикально к поверхности, конвекция подавляется, атмосфера звезды стратифицирована и поэтому химически неоднородна, и происходит возбуждение колебаний высоких обертонов, тогда как в районе магнитного экватора конвекция не подавляется, и атмосфера остается однородной, что приводит к стабилизации колебаний — мод высоких обертонов. Полоса нестабильности для roAp-звёзд была рассчитана, согласно их положению на диаграмме Герцшпрунга — Рассела, и было предсказано увеличение периодов пульсаций по мере эволюции roAp-звёзд. Такие пульсации были обнаружены у HD 116114. У неё самый длинный период пульсаций среди всех roAp-звёзд — 21 мин.
Большинство roAp-звёзд были обнаружены с использованием малых телескопов, в которые наблюдались небольшие изменения амплитуды, вызванные пульсациями звезды, однако также можно наблюдать подобные пульсации, измеряя изменения радиальной скорости, которые могут быть весьма большими и очень сильно зависеть от принадлежности спектральной линии, по которой проводятся наблюдения, тому или иному химическому элементу, например, таким как неодим или празеодим. Некоторые линии вообще не пульсируют, например железа. Считается, что пульсации амплитуды происходят в высоких слоях атмосферы этих звёзд, где плотность газов ниже. В результате спектральные линии, формирующиеся за счёт элементов, которые поднимаются высоко в атмосферу, вероятно, будут наиболее чувствительны к измерениям, в то же время линии элементов группы железа (Ca, Cr, Fe) и Ba концентрируются в более глубоких слоях атмосферы со скачкообразным уменьшением в верхних слоях.

## Обозначения
Ap-звёзды делят на марганцевые (Mn), кремниевые (Si) и европий-хром-стронциевые (Eu-Cr-Sr). При записи спектрального подкласса к обозначению Ap часто добавляют обозначение элемента, линии которого особенно усилены в спектре, например Ap-Si.
В настоящее время известно 35 звезд типа roAp, имеющих различные спектральные особенности.

## Идентифицированные roAp-звёзды
| Название                        | Звёздная величина | Спектральный класс | Период (мин.) |
| ------------------------------- | ----------------- | ------------------ | ------------- |
| AP Скульптора, HD 6532          | 8,45              | Ap SrEuCr          | 7,1           |
| BW Кита, HD 9289                | 9,38              | Ap SrCr            | 10,5          |
| BN Кита, HD 12098               | 8,07              | F0                 | 7,61          |
| HD 12932                        | 10,25             | Ap SrEuCr          | 11,6          |
| BT Южной Гидры, HD 19918        | 9,34              | Ap SrEuCr          | 14,5          |
| DO Эридана, HD 24712            | 6,00              | Ap SrEu(Cr)        | 6,2           |
| UV Зайца, HD 42659              | 6,77              | Ap SrCrEu          | 9,7           |
| HD 60435                        | 8,89              | Ap Sr(Eu)          | 9,7           |
| LX Гидры, HD 80316              | 7,78              | Ap Sr(Eu)          | 11,4—23,5     |
| IM Парусов, HD 83368            | 6,17              | Ap SrEuCr          | 11,6          |
| AI Насоса, HD 84041             | 9,33              | Ap SrEuCr          | 15,0          |
| HD 86181                        | 9,32              | Ap Sr              | 6,2           |
| HD 99563                        | 8,16              | F0                 | 10,7          |
| Звезда Пшибыльского, HD 101065  | 7,99              | B5                 | 12,1          |
| HD 116114                       | 7,02              | Ap                 | 21,3          |
| LZ Гидры, HD 119027             | 10,02             | Ap SrEu(Cr)        | 8,7           |
| PP Девы, HD 122970              | 8,31              | F0p                | 11,1          |
| Альфа Циркуля, HD 128898        | 3,20              | Ap SrEu(Cr)        | 6,8           |
| HI Весов, HD 134214             | 7,46              | Ap SrEu(Cr)        | 5,6           |
| Бета Северной Короны, HD 137909 | 3,68              | F0p                | 16,2          |
| GZ Весов, HD 137949             | 6,67              | Ap SrEuCr          | 8,3           |
| HD 150562                       | 9,82              | A/F(p Eu)          | 10,8          |
| HD 154708                       | 8,76              | Ap                 | 8,0           |
| HD 161459                       | 10,33             | Ap EuSrCr          | 12,0          |
| HD 166473                       | 7,92              | Ap SrEuCr          | 8,8           |
| HD 176232                       | 5,89              | F0p SrEu           | 11,6          |
| HD 185256                       | 9,94              | Ap Sr(EuCr)        | 10,2          |
| CK Октанта, HD 190290           | 9,91              | Ap EuSr            | 7,3           |
| QR Телескопа, HD 193756         | 9,20              | Ap SrCrEu          | 13,0          |
| AW Козерога, HD 196470          | 9,72              | Ap SrEu(Cr)        | 10,8          |
| Гамма Малого Коня, HD 201601    | 4,68              | F0p                | 12,4          |
| BI Микроскопа, HD 203932        | 8,82              | Ap SrEu            | 5,9           |
| MM Водолея, HD 213637           | 9,61              | A(p EuSrCr)        | 11,5          |
| BP Журавля, HD 217522           | 7,53              | Ap (Si)Cr          | 13,9          |
| CN Тукана, HD 218495            | 9,36              | Ap EuSr            | 7,4           |